# Joseph Beer (Komponist, 1908)

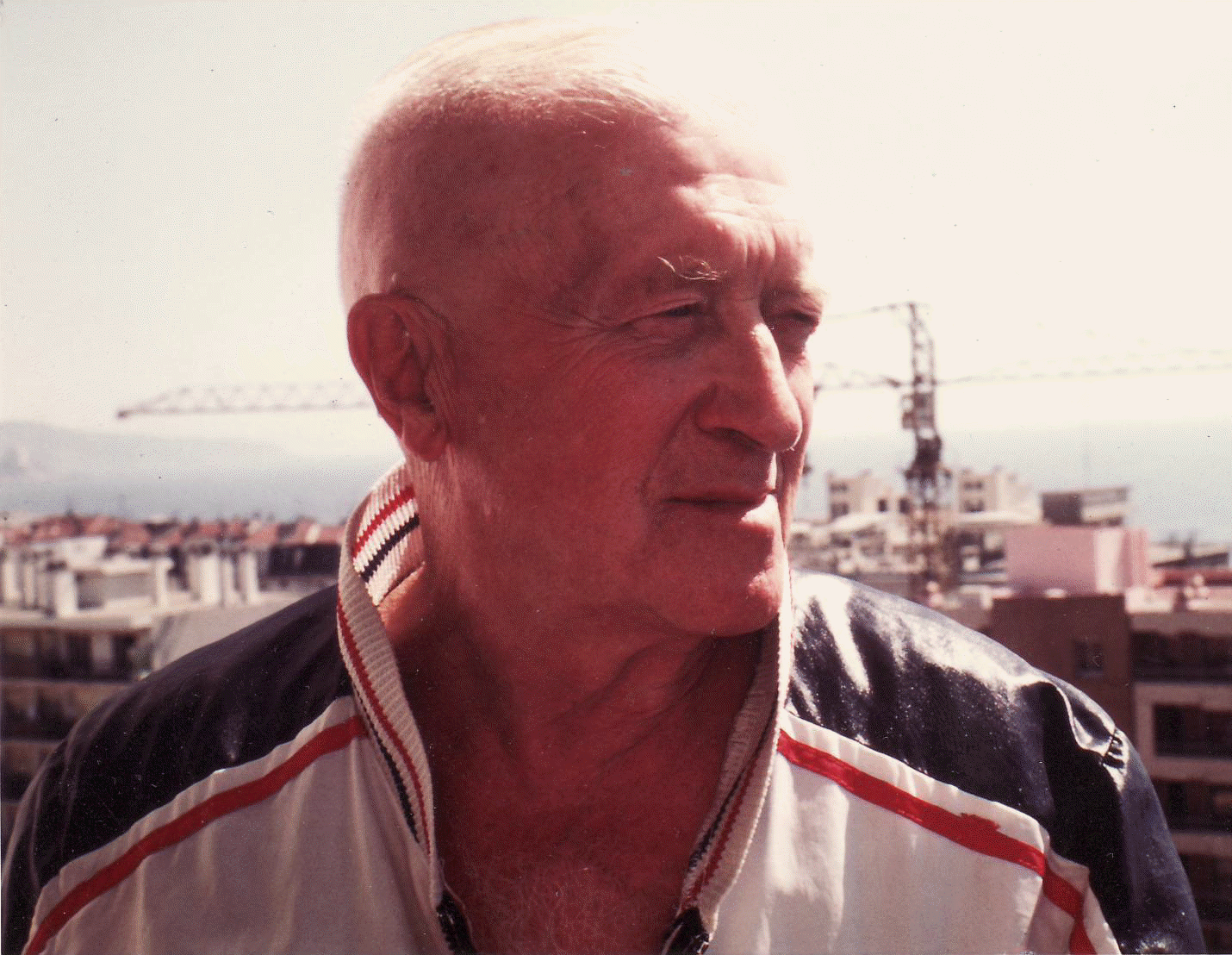
Joseph Beer in Nizza, ca. 1987

Joseph Beer (geboren 7. Mai 1908 in Chodorow, Österreich-Ungarn; gestorben 23. November 1987 in Nizza) war ein österreichischer Operettenkomponist.

## Jugend
Joseph Beer war das zweite Kind des Bankiers Usi Isidore Beer und der Amalie Esther Malka; er hatte einen älteren Bruder und eine jüngere Schwester. Er begann schon als Junge zu komponieren und besuchte das Konservatorium im nunmehr polnischen Lemberg während seiner Jahre am Gymnasium.
Auf Druck seines Vaters studierte Beer ein Jahr lang Jura, zog dann aber nach Wien, um sich für die Aufnahme in die Staatsakademie zu bewerben. Er erwarb nicht nur die Zulassung, ihm wurde erlaubt die ersten vier Studienjahre zu überspringen und sogleich an dem Meisterkurs von Joseph Marx teilzunehmen. Nach diesem Erfolg besorgte sein Vater ihm eine Zwei-Zimmer-Wohnung in Zentral-Wien, einschließlich eines Stutzflügels. 1930 schloss er das Studium mit höchsten Auszeichnungen ab.

## Karriere
Nach dem Studienabschluss wurde Beer Dirigent an einem Wiener Ballett, mit dem er auf weitreichende Tourneen durch Österreich und den Nahen Osten ging. Ermutigt durch Künstler, die er auf diesen Reisen traf, spielte er einige seiner Kompositionen dem berühmten Librettisten Fritz Löhner-Beda vor, welcher so beeindruckt war, dass er Beers Agent wurde. Das erste Werk ihrer Zusammenarbeit, welches auch den Librettisten Ludwig Herzer einschloss, war die Operette Der Prinz von Schiras, die 1934 am Opernhaus Zürich uraufgeführt wurde und daraufhin in Europa und Südamerika auf weitreichende Tourneen ging.
Seine zweite Operette Polnische Hochzeit zu einem Libretto von Alfred Grünwald und Fritz Löhner-Beda erlangte 1937 bei ihrer Premiere, ebenfalls in Zürich, noch größeren Erfolg. Das Werk wurde anschließend auf 40 Bühnen aufgeführt und in acht Sprachen übersetzt.
Nach dem Einmarsch deutscher Truppen in Österreich 1938 musste Beer fliehen; er erhielt ein Visum von der französischen Regierung und zog in ein Hotelzimmer in Paris. Er arrangierte Instrumentalwerke für Orchester und erhielt einen Kompositionsauftrag von einem Dirigenten am Opernhaus Zürich für ein Werk, das dann unter dessen Namen veröffentlicht wurde. Ohne Zugang zu einem Klavier schrieb Beer die Partitur, einschließlich aller Orchester- und Singstimmen, in drei Wochen.
Nach dem deutschen Einmarsch 1940 in Paris floh Beer nach Nizza, wo er bis zum Ende des Krieges blieb. Er arrangierte weiterhin für Orchester und schrieb sein drittes bedeutendes Werk, Stradella in Venedig, welches auf Alessandro Stradellas Episode in Venedig beruhte. Ab 1942 lebte Beer in verschiedenen Verstecken. Während dieser Zeit wurden sein Vater, seine Mutter und seine Schwester, die in Lemberg geblieben waren, im KZ Auschwitz ermordet; sein Librettist Fritz Löhner-Beda wurde am 4. Dezember 1942 in Monowitz/Auschwitz III ermordet.
Nach den Ereignissen des Krieges und tief betroffen durch den Tod von Freunden und Familie wurde Beer verschlossen und verweigerte die Aufführungsrechte an seinen früheren Werken. Dennoch wurde Polnische Hochzeit in Skandinavien bis 1982 ohne seine Mitarbeit oder Zustimmung aufgeführt, oft unter dem Titel Masurkka. 2011 stimmten die Töchter Joseph Beers einer österreichischen Erstaufführung der Polnischen Hochzeit beim Wiener Operettensommer 2012 zu; die deutsche Erstaufführung fand am 22. April 2023 an der Staatsoperette Dresden statt. Im darauffolgenden Dezember kam es ebenfalls zu einer szenischen Wiederaufführung von Der Prinz von Schiras am Theater Regensburg.
Die Uraufführung seines Oratoriums Ave Maria fand 1946 in der Notre Dame Kathedrale in Nizza statt. Stradella in Venedig, komponiert als Beer im Versteck lebte, wurde 1949 am Opernhaus Zürich uraufgeführt. Der Dirigent und Musikwissenschaftler Kurt Pahlen nannte in seinem Musiklexikon der Welt  das Werk „eine komische Oper von ausserordentlichem Rang“; André Roussin, Mitglied der Académie française, übersetzte es für die französische Bühne. Beer verbrachte den Großteil der Zeit bis zu seinem Tode 1987 an Revisionen seiner früheren Werke; zwei neue Kompositionen waren die Singspiele Die Polin von Napoleon (La Polonaise) (1977) und Mitternachtssonne (1987).

## Späteres Leben
Nach dem Krieg heiratete Beer Hanna Königsberg in Nizza; sie hatten zwei Töchter, Suzanne und Béatrice. Suzanne wurde Künstlerin und Philosophin in Paris, Béatrice wurde eine Sopransängerin in Philadelphia.
Beer erlangte 1966 den Doktorgrad in Musikwissenschaft an der Sorbonne unter der Betreuung des Philosophen und Musikwissenschaftlers Vladimir Jankélévitch als Doktorvater. Das Thema seiner Dissertation war Die Entwicklung des harmonischen Stils in den Werken von Scriabin, welche mit der hohen Auszeichnung Très honorable avec félicitations du jury bewertet wurde. 
Joseph Beer ist „Composer-in-Residence In Memoriam“ bei dem The Atlantic Coast Opera Festival.

## CD
Joseph Beer: Polnische Hochzeit. Mitschnitt der konzertanten Aufführung des Münchner Rundfunkorchesters unter Leitung von Ulf Schirmer. Georgsmarienhütte, cpo/Bayerischer Rundfunk 2016 (Rekonstruktion: Robert Lillinger)